# Flow-war
flow-war(フラワー)は日本のロックバンド。

## メンバー
| メンバー                             | プロフィール                                 | 演奏担当 |
| ------------------------------------ | -------------------------------------------- | -------- |
| 及崎森平 （のざき しんぺい）         | 1976年10月1日（48歳）、B型、秋田県能代市出身 | ボーカル |
| 杉元一生 （すぎもと いっせい）       | 1972年5月8日（53歳）、O型、東京都出身        | ギター   |
| 満園庄太郎 （みつぞの しょうたろう） | 1970年6月17日（55歳）、愛知県犬山市出身      | ベース   |
| 黒瀬蛙一 （くろせ かいち）           | 1969年1月3日（56歳）、東京都出身             | ドラム   |

## 概要
2001年、黒瀬と満園で前身バンドTHE SUN HEADSを結成。
2002年、ボーカルに及崎を迎え、flowerを結成。同年8月28日に1stミニアルバム「flower」でデビュー。その後ツアーを行うも約１年間の沈黙期間に入る。
2003年8月10日、ファンクラブ会員限定liveを開催。同日よりバンド表記をflow-warに変更する。
同年11月12日、1stシングル「ID」をリリース。ライブサポートメンバーとして参加していた杉元が正式加入。
2004年秋、活動終了。

## ディスコグラフィ

### シングル
- ID （2003年11月12日）

1. ID
2. 夜光蟲
3. EVERYDAY
4. ID -Instrumental-

- 逃げる場所なんて無い (2004年2月18日）

1. 逃げる場所なんて無い
2. 大江戸線と猫と僕
3. Sally Song
4. 逃げる場所なんて無い (Instrumental)

- 見つめていたい （2004年4月28日）

1. 見つめていたい
2. Gold Finger
3. 三日月が笑っている
4. 見つめていたい -Instrumental-

### アルバム
- flower (ミニアルバム)（2002年8月28日) ※flower名義

1. TOKYO DAYS
2. 掌
3. 風
4. BOX
5. early bird
6. ヨーグルト

CDエキストラ - 「風」(PV)
- ID （2004年6月23日）

1. 荊棘の道
2. ID
3. 逃げる場所なんて無い
4. 眠り過ぎた午後には
5. 見つめていたい
6. Circle
7. 愛殻
8. Plastic Waltz
9. Crush
10. Flowing Fish
11. 武器をとれ

## タイアップ一覧
| 使用年   | 曲名           | タイアップ                                                   |
| -------- | -------------- | ------------------------------------------------------------ |
| flower   |                |                                                              |
| 2002年   | 風             | TBS系『CDTV-Neo』9月度オープニングテーマ                     |
| flow-war |                |                                                              |
| 2003年   | ID             | テレビ東京系アニメ『最遊記RELOAD』エンディングテーマ         |
| 2004年   | 見つめていたい | テレビ東京系アニメ『最遊記RELOAD GUNLOCK』エンディングテーマ |